# Sheeri Rappaport
Sheeri Rappaport (20 de Outubro de 1977, Dallas - Texas, Estados Unidos), é uma atriz estadunidense, mais conhecida por seu trabalho em CSI: Crime Scene Investigation (bra: C.S.I.: Investigação Criminal), como Mandy Webster. 
Sheeri também teve participação em duas partes do primeiro episódio da 4ª temporada do seriado Xena: Warrior Princess (bra: Xena, a Princesa Guerreira): Aventuras no Comércio do Pecado (Adventures In The Sin Trade).